# Eschweilera pachyderma
Eschweilera pachyderma là một loài thực vật có hoa trong họ Lecythidaceae. Loài này được Cuatrec. mô tả khoa học đầu tiên năm 1951.